# Сестра твоєї сестри
«Сестра твоєї сестри» (англ. Your Sister's Sister) − це американська кінострічка 2011 року у комедійно-драматичному стилі. В головні ролі грають Емілі Блант, Розмарі ДеВітт та Марк Дупласс. Мова йде про жінку, яка запрошує свого хлопця відпочити на острові, що належить її сім'ї, щоб він міг заспокоїтись після смерті його брата. В будиночку чоловік знайомиться з сестрою головної героїні, яка є лесбійкою, і це додає цікавих особливостей в життя всіх трьох героїв. Прем'єра стрічки відбулася 11 вересня 2011 р. на Міжнародному кінофестивалі у Торонто, у США фільм вийшов 15 червня 2012 р.

## Сюжет
Джек емоційно переживає смерть брата і через рік після цієї події приймає пропоцицію своєї подруги (яка була колишньою дівчиною його брата) Айріс відпочити в лісній хижі її батька, щоб відпочити і розібратися з думками. Приїхавши на місце поромом і далі велосипедом, він несподівано зустрічає там Ханну, сестру Айріс, лесбійку, яка нещодавно розірвала стосунки зі своєю партнеркою, і переїхала жити до цієї хижи, не сказавши нікому з сім'ї. Спочатку вона думає, що це злодій і намагається захистити будиночок, але він пояснює, хто такий і вона дозволяє йому лишитись.
Пізніше тієї ж ночі Джек ніяк не міг заснути і вирішив піти до кухні, де побачив п'яну Ханну за пляшкою алкоголю. Він приєднався, і герої пили разом, обговорюючи свої стосунки. Джек говорить Ханні, що вона дуже приваблива і її партнер мав би бути дурним, що її покинув. Якби вона не була лесбійкою, то він би запропонував їй зустрічатись з ним. Ханна (скоріш за все через сп'яніння) у відповідь пропонує йому переспати.
Айріс несподівано приїжджає до будинку наступного ранку. Вона дивується, побачивши там Ханну, а Джек просить коханку не ділитися із сестрою цією інформацією. Ханна дивується такому проханню. Пізніше Айріс розповідає сестрі, що закохана в Джека. Айріс деякий час говорить з Джеком і лягає спати з ним в одне ліжко, але без сексу. Зранку Ханна погоджується з думкою Джека, що епізод сексу не варто розповідати Айріс.
Того ж дня троє героїв обговорюють причину розриву стосунків Ханни: виявляється, вона хотіла народити дитину. Айріс говорить, що їй варто знайти чоловіка, який би допоміг завагітніти. Ханна з Айріс йдуть на прогулянку, а Джек лишається вдома почитати. Лишившись наодинці з сестрою, Ханна розповідає їй про секс із Джеком, а той в цей час розглядає презерватив, що виявився порваним. Айріс з Ханною поспішають до будинку.
Айріс засуджує Джека за секс із її сестрою, а сам Джек звинувачує Ханну за «крадіжку сперми». Ханна у відповідь неохоче зізнається, що дійсно пошкодила презерватив у надії завагітніти, але вона ніколи б так не вчинила, якби знала, що Айріс його кохає. Джек приголомшлений підтвердженням здогадки. Айріс сильно нервує, у відповідь на це Ханна говорить «Я дуже погана людина» і йде з будинку.
Далі вночі Джек вибачається перед Айріс і йде з будинку, щоб сестри могли поговорити наодинці. Наступного дня Ханна та Айріс миряться, і остання пропонує свою допомогу у вихованні дитини. Джек тим часом ночує у наметі, а пізніше їде до найближчого містечка велосипедом, який по дорозі ламається. Джек роздратований і ламає велосипед остаточно.
Зрештою Джек повертається до будинку і зізнається Айріс у коханні, а також пропонує Ханні допомогу у вихованні дитини. Троє героїв повертаються до міста, а у фінальній сцені Ханна робить тест на вагітність, який виявляється негативним.

## Акторський склад
- Емілі Блант в ролі Айріс
- Розмарі ДеВітт у ролі Ханни
- Марк Дупласс в ролі Джека
- Майк Бірбіґлія в ролі Ел

## Виробництво
Фільм знімався близько 12 днів на Островах Сан-Хуан у штаті Вашингтон, «де є багато чудових краєвидів з лісами, і тому здається, що загадковий ліс є четвертим героєм фільму». Рейчел Вайз спочатку планувалось взяти на роль героїні Ханни, але їй довелось відмовитись від неї за три дні до початку зйомок. Розмарі ДеВітт знайшли для цієї ролі всього за день до початку зйомок. 

## Відгуки
Стрічка отримала позитивні відгуки у 83 % на сайті Rotten Tomatoes. 72 бали зі 100 можливих отримав фільм на Metacritic, оцінка отримана з 29 «в більшості позитивних відгуків.»
Пітер Треверс з журналу Rolling Stone описав фільм так: «сюжет тримається на брехні і секретах. Цей фільм важко забути.»